# Tour de Flandes 1975
El Tour de Flandes 1975, la 59ª edición de esta clásica ciclista belga. Se disputó el 6 de abril de 1975. El vencedor final fue el belga Eddy Merckx, que ganó por segunda y última vez.
Merckx atacó a 105 km de meta en la subida al Kwaremont. Solo le pudo seguir Frans Verbeeck que sería segundo en la llegada después que Merckx le dejase atrás a 7 kilómetros del final. A más de cinco minutos del ganador de la prueba llegó el tercer clasificado Marc Demeyer.

## Clasificación General
| Posición | Ciclista               | Equipo                         | Tiempo     |
| -------- | ---------------------- | ------------------------------ | ---------- |
| 1        | Eddy Merckx            | Molteni                        | 6h 16' 00" |
| 2        | Frans Verbeeck         | Maes Pils-Watney               | + 30"      |
| 3        | Marc Demeyer           | Carpenter-Confortluxe-Flandria | + 5' 02"   |
| 4        | Walter Planckaert      | Maes Pils-Watney               | + 5' 08"   |
| 5        | Rik van Linden         | Bianchi-Campagnolo             | m. t.      |
| 6        | Gerben Karstens        | Gitane-Campagnolo              | m. t.      |
| 7        | Gustaaf Van Roosbroeck | Alsaver-Jeunet-De Gribaldy     | m. t.      |
| 8        | Freddy Maertens        | Carpenter-Confortluxe-Flandria | m. t.      |
| 9        | Roger Rosiers          | Super Ser-Zeus                 | m. t.      |
| 10       | Willem Peeters         | Maes Pils-Watney               | m. t.      |